# Al borde del peligro
Al borde del peligro, cuyo título original en inglés es Where the Sidewalk Ends, es una película norteamericana de 1950, perteneciente al género del cine negro, que fue dirigida y producida por Otto Preminger. El guion es una adaptación de la novela Night Cry de William L. Stuart. Sus protagonistas son Dana Andrews y Gene Tierney.
Dana Andrews, Gene Tierney y el director Otto Preminger ya habían trabajado juntos en la película Laura en 1944, que obtuvo un gran éxito.

## Argumento
Un investigador policía, con relaciones difíciles con sus superiores y cuyo padre fue un maleante, oculta algo.